# 中興里 (旗津區)
中興里，位於高雄市旗津區最南端，其管轄包括東沙群島、南沙群島太平島、中洲礁。本里原與小港區相接，1967年因高雄港第二港口的興建而人工分離。連接旗津和前鎮的高雄港過港隧道亦經本里。

## 歷史沿革
「崩隙」（臺羅：Pang-khiah）位於旗津區最南段的中和里。由於這裡屬於沙質土壤，每逢巨大的風浪沖擊時，沿海的土地常常有如山崩地裂一樣塌落，形成一個大空隙，從此這兒的居民就以「崩隙」稱呼此地。「崩隙」的居民多以隨鄭成功來台的郭姓、吳姓為主。但後來因為中和里改建為第二港口和貨櫃碼頭，而被併入中興里，居民多搬遷到國民住宅「六百戶」與「三百戶」。位在更南方的紅毛港也因第二港口而與旗津本島分離，從此歸入小港區管轄。（來源：旗津鄉土情）
1945年國民政府來台，1946年1月1日設置「草柱里」，後因里名不雅，已於1950年4月24日改為「中興里」，並於1984年7月1日配合政府經建計劃設置「中興商港區第四貨櫃中心」（辦理中興里、中和里及部分安順里），爾後「中和里」因遷村而撤銷該里併入本里。1999年7月1日將東沙群島、南沙群島太平島列入本里管轄範圍，同時增設一鄰，即第18鄰。

## 地理
本里東以旗津二路為界與中洲、安順里毗鄰，隔河與前鎮區相望，南臨第二港口，西瀕臺灣海峽，北面中洲國小，尚屬熱帶季風氣候。

## 宗教信仰
- 中洲廣濟宮：建始於清乾隆二年（1737年），直至1969年高雄市政府為了打通第二港口、擴建高雄港中興港區，致廣濟宮、進興宮、閻羅殿3者合併，形成諸神合祀於一廟宇。新的廣濟宮於1990年興建完成，今主祀觀音及媽祖，是中洲地區民眾的信仰中心[8]。